# Бургундски войни
Бургундските войни (1474—1477 г.) се нарича серия от военни конфликти между Бургундското херцогство от една страна и Швейцарската конфедерация в съюз с императора на Свещената римска империя от друга.
Завършват бързо след 3 поражения на бургундския херцог Шарл Смели (Шарл Дръзки) и убийството му в Битката при Нанси, с което Бургундската династия се прекъсва по мъжка линия, а наследството й преминава в ръцете на Мария Бургундска, единствена дъщеря на Шарл Смели.

## Причини
Териториите на Бургундското херцогство, намиращо се между Франция и Свещената римска империя значително се увеличават, благодарение на редица сполучливи  династични бракове - за около 100 години нарастват трикратно за което спомага и феодалната разпокъсаност на съседите му. Новите му владения - Брабант, Фландрия, Ено, Холандия, Гелдерланд, Люксембург, Артоа. - са разпокъсани географски и за да ги съедини Бургундия окупира Лотарингия, както и части от Елзас.
Разрастването на Бургундия върху земи, към които и те имат претенции, засилва враждебността на германският император Фридрих ІІІ и на френския крал Луи ХІ към нея. Последният е наследил и стария конфликт между бургундци и французи, датиращ от времето на Стогодишната война, в която Бургундия подкрепя англичаните.
От друга страна, и швейцарците имат намерения да разширят своята система от кантони върху земите на Елзас. За да защити владенията си там, през 1469 г. австрийският херцог Сигизмунд решава да се съюзи с Бургундия, а на Швейцария и Лотарингия се притичва на помощ Луи ХІ, поставяйки по този начин бургундците в обкръжение. В отговор на опасността на която са подложени завоеванията му, Шарл Дръзки налага ембарго на елзаските градове Базел, Страсбург и Мьолюз, които са в съюз с Швейцария и започва да се готви за война с тази държава. Като нейни съюзници изолираните градове искат помощ и с това дават повод за започване на войната между кантоните и Бургундия.

## Военни действия
Швейцарците са допълнително поощрени от неуспеха на Шарл Смели да завземе Кьолнското архиепископство и улеснени от дипломацията на германския император Фридрих III, който принуждава херцога на Австрия и Тирол Сигизмунд да изостави съюзника си и на свой ред сключва съюз с Швейцария. В края на 1474 г. обединените им войски влизат във Франш-Конте (Бургундското графство) и нанасят на бургундците решително поражение при Ерикур.
Шарл Смели привлича Савойското херцогство на своя страна, но швейцарците веднага го атакуват, завземайки по-късния кантон Во. Освен това градовете в долината Вале д'Аоста въстават, побеждават савойския херцог и той напуска войната. Същевременно швейцарците (войските им са основно от кантона Берн) продължават действията си срещу териториите му и завземат савойския замък Грансон. Шарл Смели го обсажда и превзема, но на 2 март 1476 г. там се състои нова битка, завършила с швейцарска победа. Шарл Дръзки е принуден да бяга от бойното поле, изоставяйки артилерията си. Той събира нова армия, но в началото на 1477 г. - в Битката при Нанси, столицата на лотарингския херцог Рене II, която е и финалната за войната - и тя е разбита от швейцарците и лотарингците, а самият бургундски херцог губи живота си, съсечен с алебарда.

## Резултати
Понеже Шарл Смели не оставя мъжки наследник на владенията си, всички те са взети под негов контрол от германския император Фридрих III, чрез женитба на сина му Максимилиан I за Мария Бургундска, единствената дъщеря и наследница на херцога. В резултат избухва нова война - между австрийските Хабсбургите и френската династия Валоа, известна като Войната за бургундското наследство. През 1482 г. тя завършва с Договора от Арас - Франция получава Бургундия, Франш-Конте и Пикардия, а императорът на Свещената Римска империя - Люксембург, Фландрия, Ено (Хенегау), Брабант, Холандия. 11 години по-късно новият Договор от Санли връща Франш-Конте на империята срещу подкрепата, която тя дава на Шарл VІІІ за италианския му поход (част от т.нар. Италиански войни).
Останала без основния си конкурент в Континентална Европа, Франция придобива възможност да сплоти територията си и да се централизира, а Хабсбургите поставят началото на бъдещата си династична федерация, превърнала се впоследствие в хегемон на Западна и Средна Европа. От войната печелят и швейцарците, които се прославят като отлични бойци и стават търсени като наемници.